# Bataria (arquitetura)

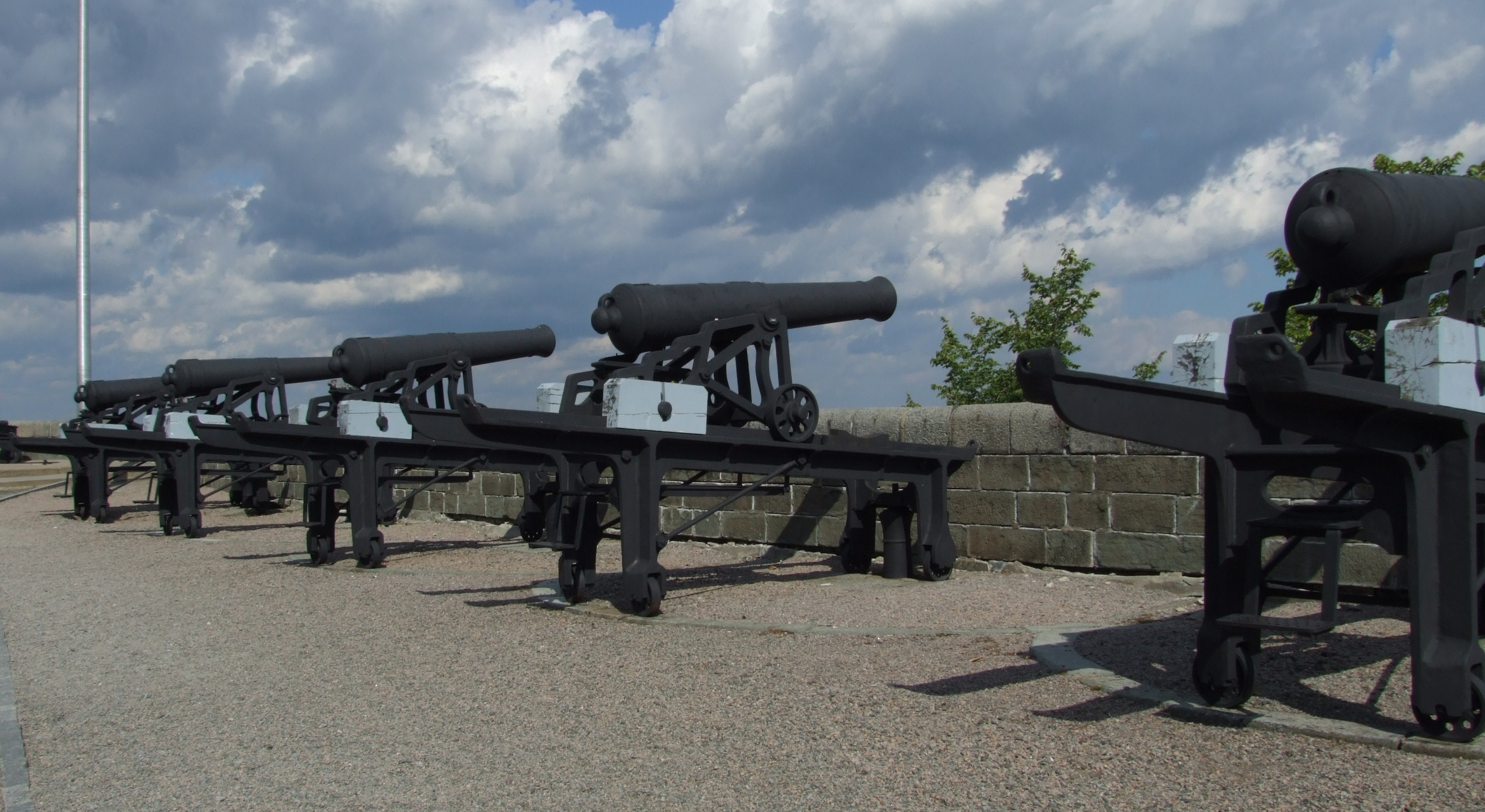
Bataria à barbeta da cidadela do Quebec, Canadá.

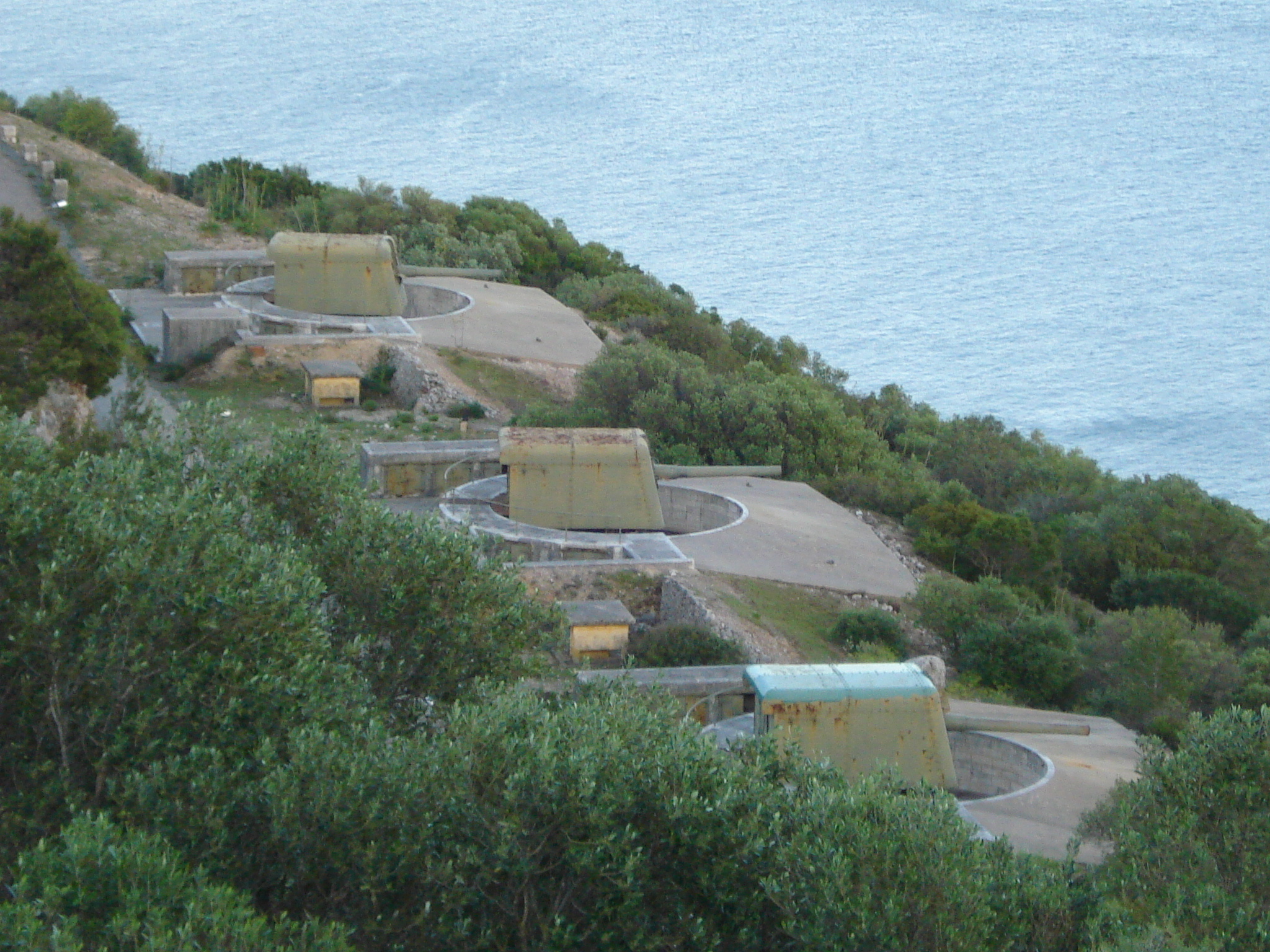
Bataria de costa de Outão, Portugal.

Uma bateria ou bataria, em arquitetura militar, é uma plataforma utilizada para dispôr uma ou mais bocas de fogo numa fortificação.
Uma bataria pode ser descoberta ou coberta. Neste último caso, pode ser do tipo casamata quando abobadada, ou apresentar qualquer outro tipo ou estrutura de cobertura. Uma bataria descoberta, pode permitir o tiro em canhoneiras ou à barbeta ou seja, por cima do muro ou parapeito defensivo.
A designação "bataria" é, especialmente aplicada às posições fortificadas de artilharia de costa, usadas para defesa costeira, de ancoradouros, de portos e de rios. As batarias de artilharia de costa também podem ser instaladas em zonas de águas restritas, como estreitos e canais, com o objetivo estratégico de os negar ao inimigo.
As peças de artilharia das batarias de costa são, frequentemente, instaladas em torres rotativas blindadas - iguais ou semelhantes às torres dos navios de guerra - cuja rotação lhes permite mais facilmente atingir alvos em movimento, como é o caso de navios. Outras vezes são instaladas em espaldões abertos, mas montadas em reparos rotativos.
A maioria da batarias de costa mais recentes foi instalada durante períodos de guerra, nomeadamente durante a Primeira Guerra Mundial, a Segunda Guerra Mundial, a Guerra do Vietname e a Guerra Irão-Iraque.
De um modo semelhante à artilharia de costa, também são designadas "batarias", certas posições fixas de artilharia antiaérea, normalmente fortificadas.